# Circuito de Bugatti
El circuito de Bugatti es un circuito de carreras permanente de 4185 m (metros) de longitud, que utiliza la recta principal y algunas curvas del circuito de la Sarthe. Se construyó a mediados de la década de 1960. Este trazado se usa actualmente en el Gran Premio de Francia de Motociclismo del Campeonato Mundial de Motociclismo y las 24 Horas de Le Mans de Motociclismo, así como en campeonatos franceses de pista. 
El circuito alberga carreras del Campeonato de Europa de Carreras de Camiones y del Campeonato de Francia de Carreras de Camiones. Anteriormente, también recibió al Campeonato Mundial de Superbikes, el Bol d'Or, el Deutsche Tourenwagen Masters, la Fórmula 3 Euroseries y la World Series by Renault, y fue sede del Gran Premio de Francia de 1967 de Fórmula 1.

### Campeonato Mundial de Motociclismo

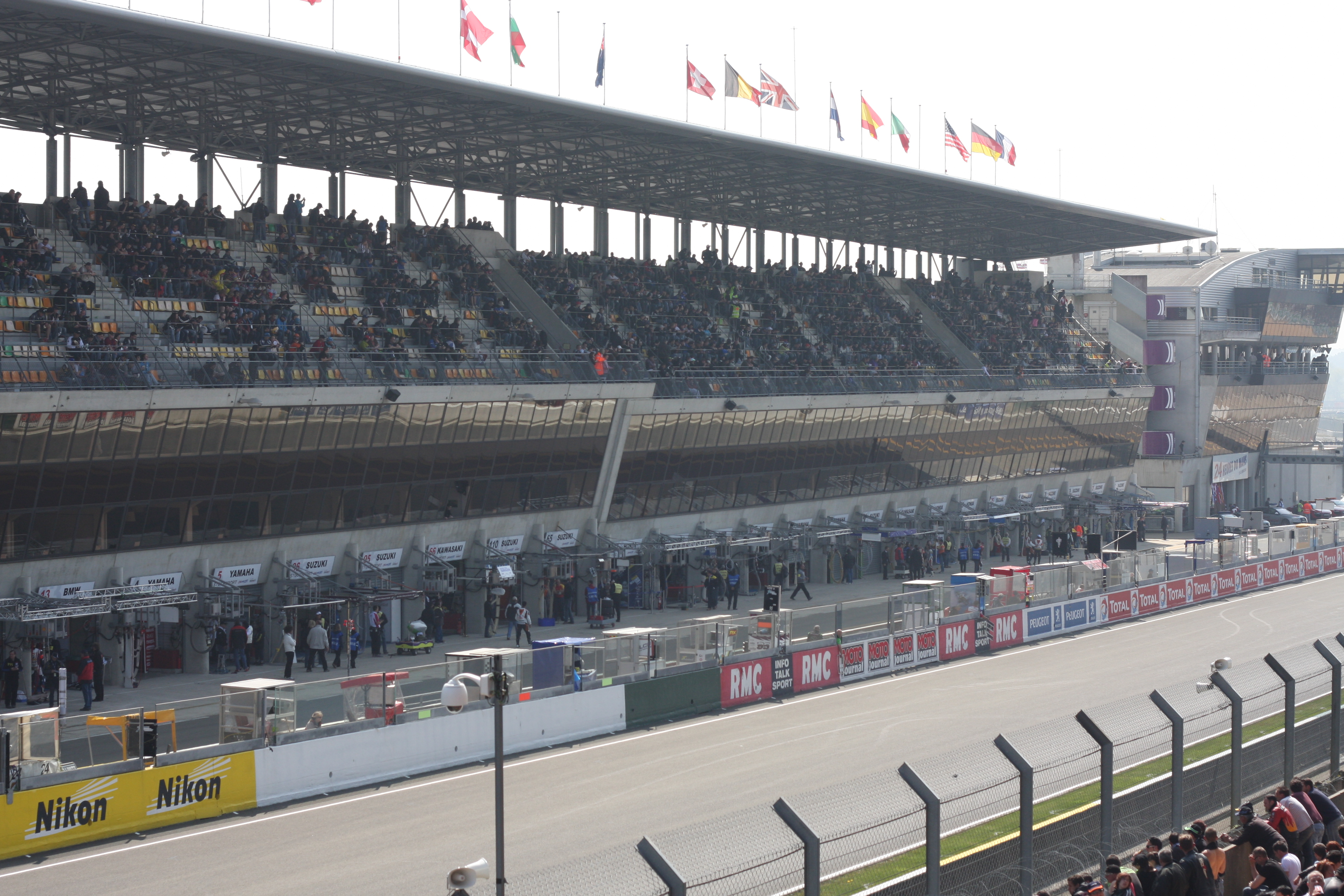
El circuito en las 24 Horas de Le Mans de Motociclismo

## Ganadores

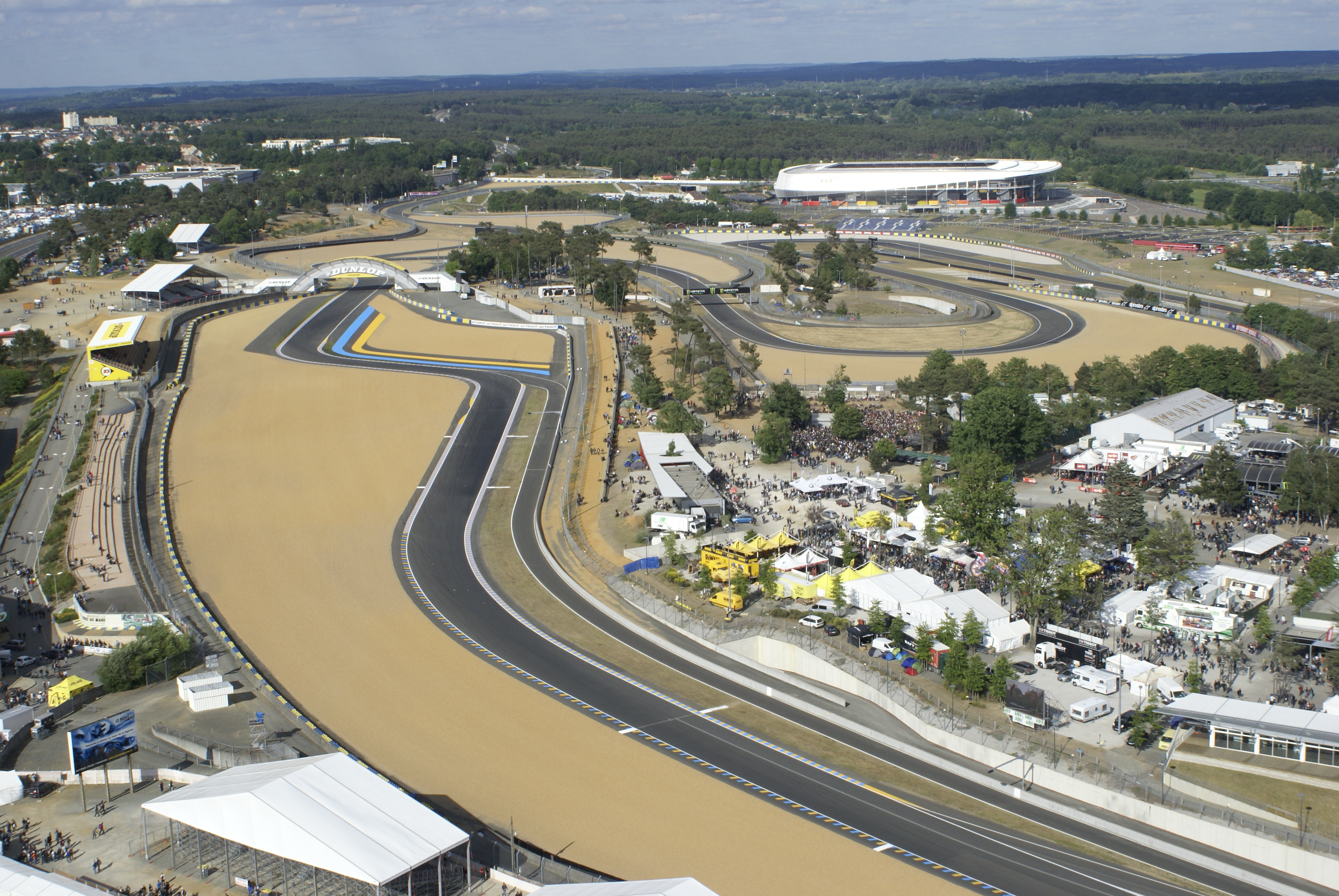
El circuito desde el aire

### Fórmula 1
| Año  | Piloto       | Constructor   | Fecha      | Resultados |
| ---- | ------------ | ------------- | ---------- | ---------- |
| 1967 | Jack Brabham | Brabham-Repco | 2 de julio | Resultados |

### Deutsche Tourenwagen Masters
| Año  | Piloto          | Marca    | Fecha         |
| ---- | --------------- | -------- | ------------- |
| 2006 | Bruno Spengler  | Mercedes | 15 de octubre |
| 2008 | Mattias Ekström | Audi     | 5 de octubre  |

## Circuito de la Sarthe
El Circuito de la Sarthe es un circuito de carreras semipermanente de 13 626 m (metros) de longitud, ubicado en la localidad de Le Mans (Sarthe), en los Países del Loira, Francia. La Sarthe es reconocido por albergar únicamente las 24 Horas de Le Mans, la carrera de resistencia más importante del mundo, que se realiza desde 1923. Es propiedad del Automobile Club de l'Ouest, organizador de las 24 Horas de Le Mans y otras carreras de resistencia.